# Карпаты (футбольный клуб, Мукачево)
«Карпа́ты» — украинский футбольный клуб из Мукачево Закарпатской области. Основан в 1962 году. Выступал в чемпионатах СССР: 1948, 1949, 1968, 1969, 1970, 1991, чемпионатах Украины. Прекратил выступления на профессиональном уровне после сезона 1997/98.

## История названий
- 1946—1951 — «Большевик»
- 1952—1954 — «Искра»
- 1955—1961 — «Буревестник»
- 1962 — «Точприбор»
- 1963 — «Мукачевприбор»
- 1964 — «Прибор»
- 1965—1966 — «Приборист»
- 1967 — «Прибор»
- 1968—1970 — «Карпаты»
- 1971—1993 — «Приборист»
- 1993—1998 — «Карпаты»
- 1999—2002 — ФК «Мукачево»
- 2003 — «Карпаты»

## История
В 1945 году в Мукачево появилось 2 футбольных клуба: «Спартак» (представлявший табачную фабрику) и «Динамо» (команда внутренних органов и пограничных войск). На первой же послевоенной Спартакиаде УССР сборная Закарпатья, составленная в том числе из игроков этих мукачевских клубов, завоевывает золотые медали. Год позже был создан «Большевик» (команда пивного завода). В 1948 году «Большевик» впервые принял участие в чемпионате СССР. «Большевик» стал первым в своей зоне, а следующий сезон стал для него последним.
Через 20 лет в чемпионате СССР 1968 Мукачево представляли «Карпаты». Лучшим результатом этой команды за 3 сезона во второй лиге стало 3-е место в зоне в 1969 году.
В 1971 году футбольная команда города Мукачево стала опекаться заводом «Мукачевприбор». Команда получила название «Приборист» и стала участницей чемпионата УССР среди коллективов физической культуры. Дебют оказался удачным: второе место. В следующем сезоне мукачевцы повторяют успех. В период 1972—1974 для команды наступили тяжелые времена. «Приборист» выступает лишь в областном чемпионате. Зато уже в следующем году занимает первое место в своей зоне чемпионата Украины среди КФК. В начале 1977 г. тренеры Фёдор Ванзел и Николай Теллингер серьёзно взялись за подготовку команды к следующему чемпионату. Успех не заставил себя ждать: «Приборист» стал чемпионом республики.
В 1990 году команда завоевала второе место в зоне, и в связи с расширением 2-й лиги была включена в украинскую зону футбольного чемпионата СССР во Второй низшей лиге. Мукачевцы в последнем чемпионате СССР заняли 5-е место в своей зоне.
В первом чемпионате Украины «Приборист» стартовал в первой лиге, где после завершения сезона оказался на втором месте в группе «А». Второго места для повышения в классе оказалось недостаточно. Следующие 3 сезона команда завершала во 2-м десятке, и в 1995 году опустилась во вторую лигу. Далее после двух сезонов на 5-м месте и одного на 8-м «Карпаты» (так стала называться команда с 1993 года) прекратили выступления на профессиональном уровне.
В 1999 и 2000 году команда с названием ФК «Мукачево» выступает в областном чемпионате. В 2002 стала участницей Кубка Украины по футболу среди любителей. После двух лет перерыва в 2003 уже как «Карпаты» клуб последний раз стартовал в чемпионате Закарпатской области.